# Ibrahim al-Shiqr al-Jaafari
Ibrahim al-Shiqr al-Jaafari (Hindiya, 25 de março de 1947) é um político iraquiano.
Foi o primeiro-ministro do Iraque de 23 de fevereiro de 2005 até abril 2006, sendo responsável pelas funções de chefe de governo.  Tinha sido um dos vice-presidentes no governo provisório que foi nomeado após a ocupação americana e assumiu a chefia de governo após o pleito do início de 2005.  Jaafari foi dirigente do Partido Islâmico conservador Dawa, que se opôs à Saddam Hussein, do qual foi secretário-geral até 2007. Ficou exilado em Londres por quase duas décadas, até a ocupação americana. Foi seguido por Nouri al-Maliki, do mesmo partido. Em 2007, Al Maliki também o substituiu no comando do partido, do qual saiu, para fundar e dirigir o Movimento de Reforma Nacional - Islah, pelo qual se elegeu em 2010 (sendo o único deputado da legenda) e em 2014.